# Альбертув (Люблінське воєводство)
Альбертув (пол. Albertów) — село в Польщі, у гміні Пухачув Ленчинського повіту Люблінського воєводства.
Населення — 394 особи (2011).

## Демографія
Демографічна структура станом на 31 березня 2011 року:
|          | Загалом | Допрацездатний вік | Працездатний вік | Постпрацездатний вік |
| -------- | ------- | ------------------ | ---------------- | -------------------- |
| Чоловіки | 187     | 48                 | 123              | 16                   |
| Жінки    | 207     | 49                 | 115              | 43                   |
| Разом    | 394     | 97                 | 238              | 59                   |